# 莱布阿·乔纳森
约瑟夫·莱布阿·乔纳森（英語：Joseph Leabua Jonathan，1914年10月30日—1987年4月5日）莱索托政治人物，1966年莱索托脱离大英帝国独立后出任该国首任首相，乔纳森在任期间实行独裁统治，打击异己，架空国王莫舒舒二世，成为国家实权领袖，1986年，他被军政府推翻并被软禁，最终因病在南非逝世。

## 早年生涯
莱布阿·乔纳森生于巴苏陀兰莱里贝，是莱索托君主莫舒舒一世的曾孙，早年在家乡的教会学校就读，后来在南非的矿场任职。1937年，乔纳森回到巴苏陀兰从政，并皈依罗马天主教，在此期间，乔纳森主张巴苏陀兰建立自治政府，以为日后独立建国做准备，为此，他曾于1958年、1964年两度随代表团出席伦敦制宪会议，亦于1959年组建了巴索托国民党参加竞选，1960年，乔纳森当选为巴苏陀兰立法议会的议员，任期4年，而在当年的大选中，该党只有他一人当选议员。但在1965年，巴索托国民党却在大选中取得大胜，乔纳森也随即成立内部自治政府。

## 担任首相
1966年10月4日，莱索托正式脱离大英帝国，成为独立的国家。然而在独立后不久，乔纳森与国王莫舒舒二世就爆发了冲突，最终，他迫使国王限制王权，从而把持国政，以建立自己的独裁统治。1970年，乔纳森所领导的巴索托国民党在大选中不敌巴苏陀兰大会党，但他拒绝承认选举结果，随即宣布国家进入紧急状态，中止宪法，并最终在南非的支持下继续掌权:29，并于1974年镇压了试图推翻自己的大会党。
在外交上，由于莱索托被南非包围，该国对南非有经济依赖，并与南非维持着紧密的联系，但乔纳森也反对南非的種族隔離政策，并主张以《路沙卡宣言》为基础与南非展开对话:28-29，与此同时，莱索托亦加强了与其他大英國協成员国的外交关系，因当时的教育水平仍然有限、并缺乏独立兴办大学的条件，故莱索托也继续与波札那、斯威士兰举办联合大学，直到1975年退出联合大学为止。由于奉行反共主义，乔纳森起初拒绝与中华人民共和国、苏联、古巴等共产主义国家或、坦桑尼亚等同情共产主义的非洲国家建立外交关系，但在康乃馨革命後，莱索托政府放弃了原本不与共产主义国家发展外交关系的政策，开始寻求改善与这些国家的关系。而莱索托对南非的外交政策也发生了一些变化，开始谴责后者的班图斯坦政策，给非国大成员提供道义上的支持，又支持津巴布韦与纳米比亚独立建国:29-30。

## 政变下台及逝世
乔纳森对外支持非国大的政策引起南非不满，导致后者对莱索托采取经济封锁措施:31，而对内又实行独裁统治，在改善与南非的外交关系问题上更与军方发生冲突，激怒了军方高层，在内外压力下，军人贾斯丁·莱哈尼耶遂于1986年1月20日推翻了乔纳森政权，并恢复了国王莫舒舒二世的行政权及立法权。乔纳森随即被军方软禁，1987年，他离开莱索托，试图前往英国治疗胃癌，但尚未赴英便在南非比勒陀利亚的一所医院逝世。